# الجيش الثاني والثلاثون (اليابان)
كان الجيش الياباني الثاني والثلاثون (第 32 軍، داي سانجو-ني غن) جيشاً تابعاً للجيش الإمبراطوري الياباني خلال المراحل الأخيرة من الحرب العالمية الثانية. سُحقّ خلال معركة أوكيناوا.

## وصلات خارجية
- Wendel، Marcus. "Axis History Factbook". Japanese Thirty Second Army. مؤرشف من الأصل في 2021-02-09.